# Diplodok
Diplodok (Diplodocus) – rodzaj dinozaura z rodziny diplodoków, którego skamieniałe szczątki odkrył po raz pierwszy w 1877 S.W. Williston. Wzorowana na łacinie nazwa rodzajowa ukuta przez Marsha w 1878 pochodzi od starogreckich słów (diploos) „podwójny” i (dokos) „belka”, odnosząc się do dwubelkowych szewronów umiejscowionych w dolnej części ogona. Sądzono, że były unikalne dla diplodoka, jednakże znaleziono je także u innych członków tej rodziny, a także u innych zauropodów, jak choćby mamenchizaura.
Zwierzę żyło na zachodzie Ameryki Północnej pod koniec jury. Należy do najpopularniejszych dinozaurów górnej formacji Morrison złożonej z osadów pochodzących z płytkiego morza i aluwialnych sprzed 150-147 milionów lat (kimeryd i tyton). Tamtejsze środowisko, jak i jego zapis kopalny zdominowały ogromne zauropody, jak kamarazaur, barozaur, apatozaur czy brachiozaur.
Diplodocus należy do najłatwiejszych w identyfikacji dinozaurów, ze swym klasycznym zauropodzim kształtem, długą szyją i ogonem oraz czterema nogami o mocnej budowie. Przez wiele lat był najdłuższym znanym dinozaurem. Jego wielkie rozmiary mogły odstraszać drapieżniki, jak allozaur czy ceratozaur, których skamieliny znaleziono w tych samych warstwach, co oznacza, że koegzystowały razem z diplodokiem.

## Morfologia

Diagram porównujący rozmiary człowieka i wybranych zauropodów. D. hallorum zaznaczony na zielono.

Jeden z najlepiej poznanych zauropodów, diplodok, to olbrzymie czworonożne zwierzę o długiej szyi i biczowatym ogonie. Jego przednie łapy były o wiele krótsze od tylnych, w związku z czym gad utrzymywał postawę poziomą. To długoszyje i długoogoniaste stworzenie o czterech solidnie zbudowanych łapach porównuje się z wiszącym mostem. Diplodok rzeczywiście jest najdłuższym dinozaurem znanym z kompletnego szkieletu. Fragmentaryczne pozostałości gatunku D. hallorum zwiększyły szacowaną długość, jednakże nie aż tak bardzo, jak z początku sądzono. Opisany został w 1991, jego odkrywca David Gillete wyliczył, że mógł dorastać nawet do 54 m długości, co czyniłoby go najdłuższym znanym dinozaurem, nie licząc tych znanych z bardzo nielicznych szczątków, jak amficeliasa. Masę szacuje się bardzo różnie, niekiedy nawet 113 ton. Bardziej prawdopodobny wydaje się jednak wynik 50 ton. Kolejne badania wykazały, że niektóre wielkie kręgi ogonowe leżały bardziej proksymalnie, niż uznał wcześniej Gillete. Zgodnie z nimi szkielet diplodoka w Carnegie Museum of Natural History w Pittsburghu obejmował 23. krąg ogonowy pochodzący od innego dinozaura, w efekcie czego powstał błąd w oszacowaniu sięgający 30%. Choć zwierzęta takie jak superzaur były prawdopodobnie dłuższe, pozostały po nich jedynie fragmentaryczne szczątki. 

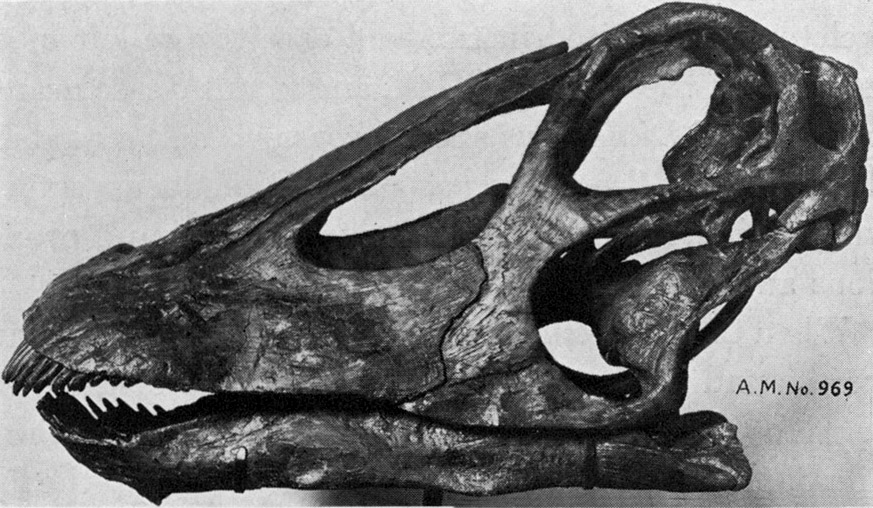
D. longus, czaszka z Bone-Cabin Quarry.

Relatywnie do wielkości ciała zwierzęcia, osiągającego długość 35 m, Diplodocus posiadał bardzo małą czaszkę umiejscowioną na końcu sześciometrowej szyi. Jego niewielkie zęby obecne jedynie w przedniej części pyska kierowały się do przodu. Niewielkie rozmiary osiągała puszka mózgowa. Szyja opierała się na co najmniej 15 kręgach. Obecnie uważa się, że zauropsyd trzymał ją poziomo, równolegle do podłoża, nie mogąc jej zbytnio unieść. Współcześnie masę ciała przybliża się na 10-16 ton (poszczególne prace podają 10, 11,5, 12,7 i 16 ton.

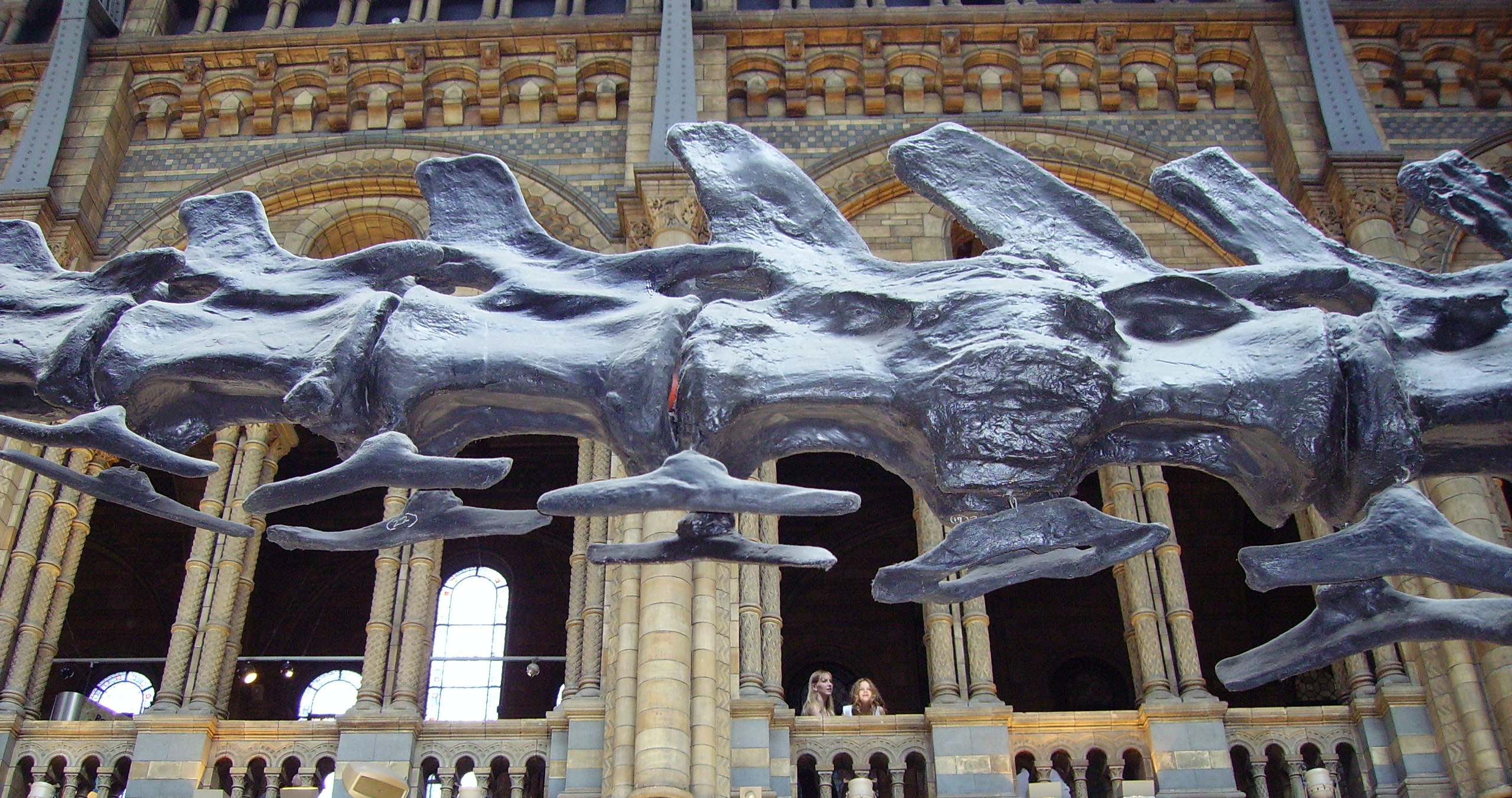
Kręgi ogonowe D. carnegii, widocze dwubelkowe szewrony, do których odwołuje się nazwa rodzajowa zwierzęcia. Natural History Museum, Londyn.

Ekstremalnie długi ogon diplodoka liczył około 80 kręgów, czyli prawie dwa razy tyle, ile miały niektóre wcześniejsze zauropody. Dla przykładu ogon szunozaura miał 43 kręgi. Diplodok przewyższał też znacznie w tym względzie współczesne mu Macronaria: kamarazaur posiadał 53 kręgi ogonowe. Spekulowano, czy zwierzę używało ogona w obronie, czy też służył on do wydawania dźwięku jak trzaskający bicz. Mógł też zapewniać przeciwwagę szyi. Środkową część ogona po stronie brzusznej cechowały charakterystycznie ukształtowane kości, „podwójne belki”, od których wzięła się nazwa rodzajowa zwierzęcia. Mogły stanowić wsparcie dla kręgów lub ochraniać naczynia krwionośne przed zmiażdżeniem, gdy ciężki ogon spoczywał na ziemi. Podobne struktury spotyka się u spokrewnionych dinozaurów.
Jak w przypadku innych zauropodów, dłoń diplodoka uległa w trakcie ewolucji znacznym modyfikacjom. Palce i kości ręki tworzyły pionową kolumnę o podkowiastym przekroju. Pazury nie występowały prócz jednego palca na przedniej łapie. Szpon ten, spłaszczony bocznie i niepołączony z kośćmi ręki, osiągał niezwykle dużą wielkość w porównaniu ze spotykanymi u innych zauropodów. Jego funkcja pozostaje nieznana.

## Odkrycie i gatunki
W latach 1878–1924 opisano kilka gatunków diplodoka. Pierwszy szkielet znaleźli w Canon City w Kolorado Benjamin Franklin Mudge i Samuel Wendell Williston w 1877. Otrzymał on w następnym roku od paleontologa Othniela Marsha nazwę Diplodocus longus („długa podwójna belka”). Pozostałości gada pochodziły z formacji Morrison na zachodzie USA (stany Kolorado, Utah, Montana i Wyoming). Skamieniałości tego zwierzęcia należą do częstych, nie licząc czaszki, której brakuje w większości pod innymi względami kompletnych szkieletach. Najpopularniejszym i najlepiej poznanym gatunkiem diplodoka jest nie będący gatunkiem typowym D. carnegii. Liczne odlewy jego szkieletów zdobią muzea całego świata.
Dwa rodzaje zauropodów z formacji Morrison (diplodok i barozaur) cechują bardzo podobne kości kończyn. W przeszłości wiele izolowanych kości łap przypisywano automatycznie diplodokowi, a mogły one należeć do barozaurów. Szczątki diplodoka odkryto w stratygraficznej warstwie 5 wspomnianej formacji.

### Pewne gatunki

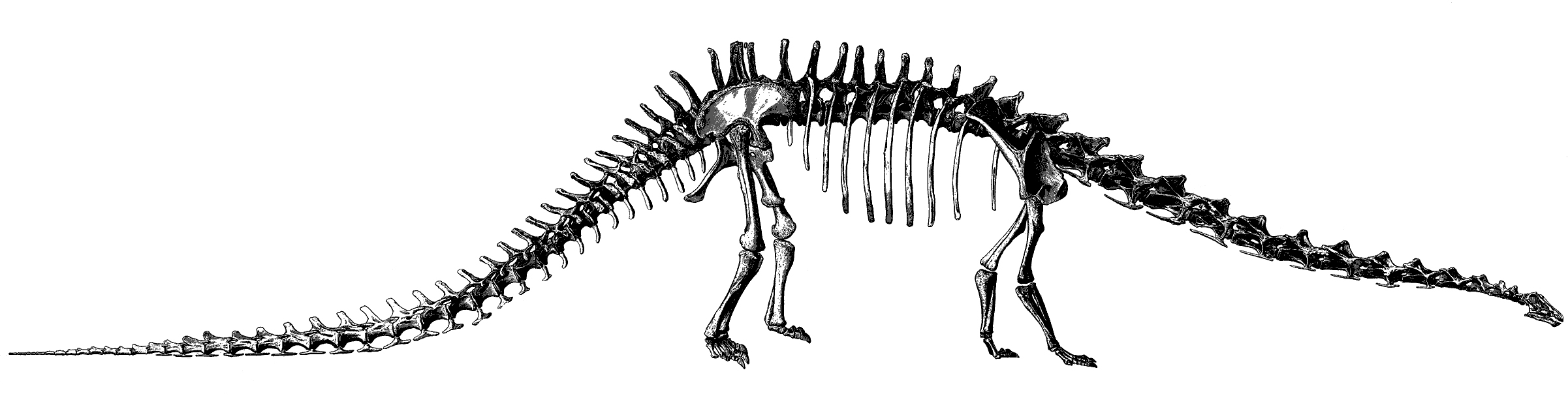
D. carnegii, oryginalna rekonstrukcja Hatchera z 1901.

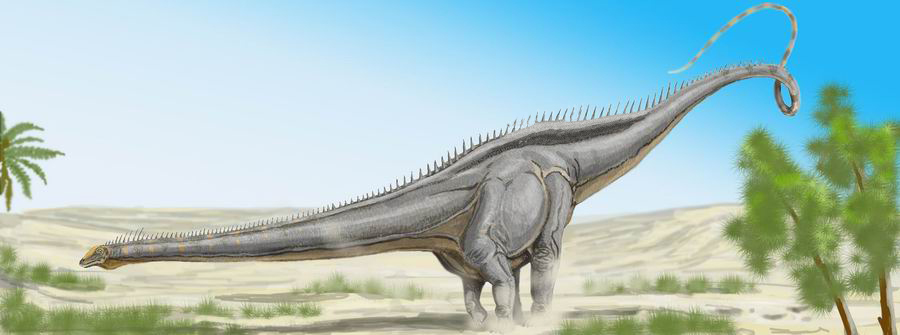
D. hallorum, wcześniej znany jako sejsmozaur.

- D. longus, gatunek typowy, znany z dwóch czaszek i serii ogonowych z formacji Morrison z Kolorado i Utah[6].
- D. carnegii (alternatywny zapis D. carnegiei), upamiętniający amerykańskiego filantropa szkockiego pochodzenia Andrew Carnegie, najlepiej znany, głównie z powodu prawie kompletego szkieletu znalezionego przez Jacoba Wortmana z Carnegie Museum of Natural History w Pittsburghu. Opisał go i nazwał John Bell Hatcher w 1901.
- D. hallorum, opisany w 1991 przez Gillette jako Seismosaurus halli na podstawie fragmentarycznego szkieletu obejmującego żebra, miednicę i kręgi. George Olshevsky próbował później zmienić nazwę na S. hallorum, motywując to błędem gramatycznym autorów nazwy pierwotnej. Pomysł ten poparli inni specjaliści, jak Carpenter (2006)[21]. W 2004 na corocznej konferencji Geological Society of America uznano Seismosaurus za młodszy synonim dla Diplodocus[22]. W dalszej kolejności ukazała się bardziej szczegółowa publikacja z 2006, która nie tylko nadała nową nazwę gatunkowi Diplodocus hallorum, ale także podjęła spekulację, że można by udowodnić, że jest on tym samym, co D. longus[23]. Pogląd, że D. hallorum należy uznać za okaz D. longus, podjęty został także przez autorów powtórnego opisu superzaura. Odrzucili oni poprzednią hipotezę, jakoby Seismosaurus i Supersaurus były tym samym[24].

Czwarty opisany gatunek, D. hayi (znany z niekompletnego szkieletu odkrytego przez Williama H. Utterbacka w 1902 w okolicy Sheridan w Wyoming, opisany w 1924), został ustanowiony gatunkiem typowym odrębnego rodzaju Galeamopus przez Tschoppa, Mateusa i Bensona (2015).

## Paleobiologia
Z powodu obfitości szczątków Diplodocus stał się jednym z najlepiej zbadanych dinozaurów. Przez lata badań wysunięto rozmaite teorie poruszające wielu aspektów jego życia.

### Siedlisko
Marsh i później Hatcher uznali, że zwierzę żyło w wodzie, kierując się umiejscowieniem jego otworów nosowych na szczycie czaszki. Podobny pogląd objął też inne wielkie zauropody, jak brachiozaura czy apatozaura. Jednak w 1951 praca Kennetha A. Kermacka wykazała, że Sauropoda prawdopodobnie nie byłyby w stanie oddychać przez nozdrza przy reszcie ciała zanurzonej w wodzie, gdyż wywierała by ona zbyt duże ciśnienie na klatkę piersiową. Od lat siedemdziesiątych panuje zgoda co do lądowego trybu życia tych zwierząt, pasących się na drzewach, paprotnikach oraz krzewach.

### Sylwetka

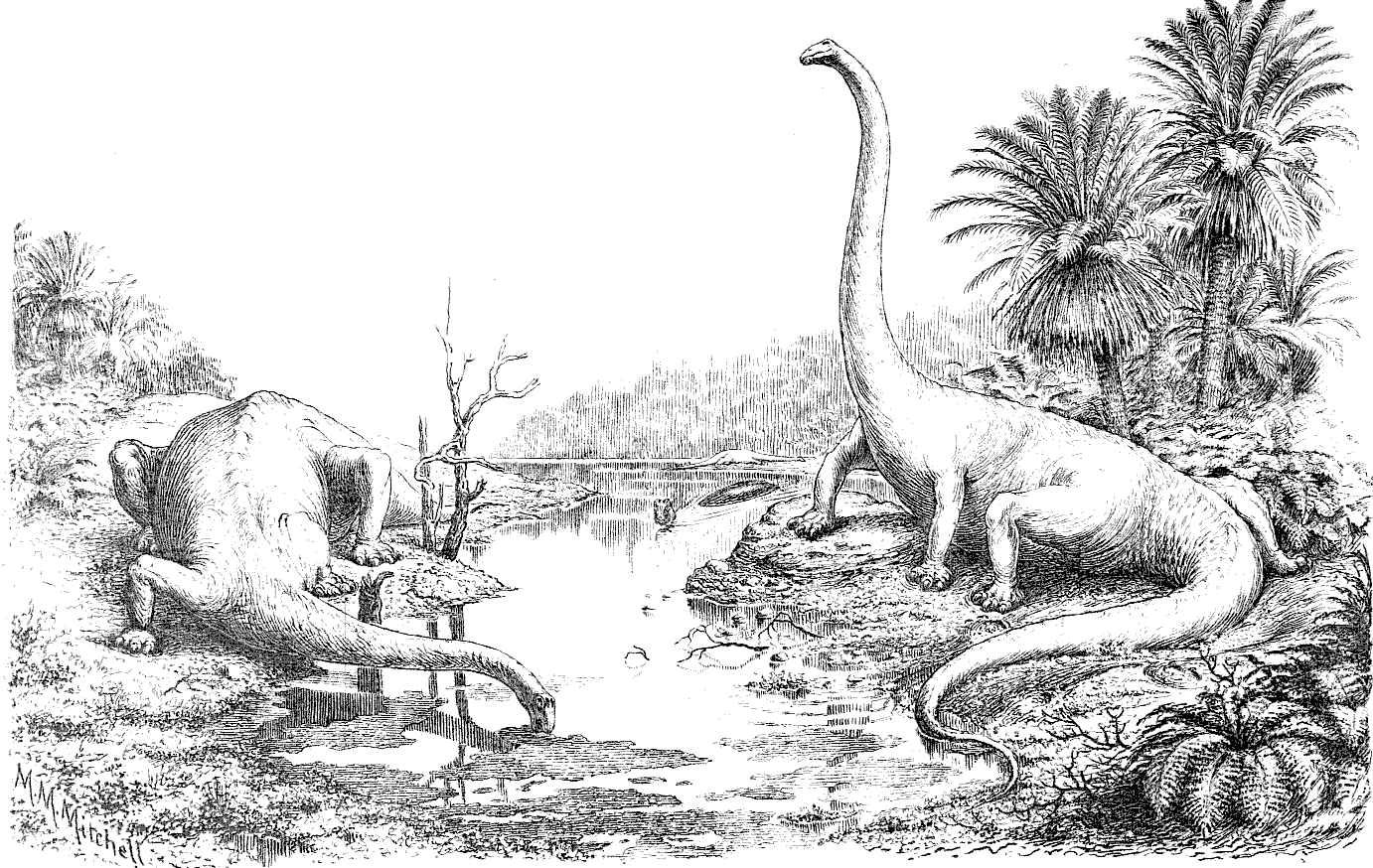
Dawna rekonstrukcja diplodoka wedle Olivers P. Hays (1910), z rozcapierzonymi kończynami

Wizerunek diplodoka, a zwłaszcza jego sylwetka, zmieniały się znacznie na przestrzeni lat. Klasyczna rekonstrukcja autorstwa Olivera P. Haya z 1910 przedstawiała gada z kończynami rozstawionymi na boki jak u jaszczurek spędzającego czas na brzegu rzeki. Wedle Haya zauropsyd cechował się jaszczurczym chodem z szeroko rozstawionymi łapami. Pomysł ten poparł Gustav Tornier. Nie zgodził się z nim zaś W.J. Holland, demonstrując, że Diplodocus o rozcapierzonych na boki kończynach potrzebowałby rowu, by podnieść swój brzuch. Znalezienie śladów stóp w latach trzydziestych również podważyło teorię Haya.
Później diplodoki przedstawiano często z szyjami podniesionymi w górę, dzięki czemu mogłyby żerować na wysokich drzewach. Badania z użyciem modeli komputerowych wykazały, że naturalne dla szyi było ułożenie horyzontalnie, a nie pionowe. Naukowcy tacy, jak Kent Stephens argumentowali dzięki nim, że zauropody, w tym diplodok, nie unosiły swych głów ponad poziom ramion. Jednak kolejne badania wykazały, że wszystkie czworonogi zdają się trzymać swe szyje jak najbardziej pionowo w zwyczajnej uważnej pozycji. To samo powinno być prawdziwe również dla zauropodów, chyba że miałyby one jakąś nieznaną, unikalną cechę, która różniła by anatomię tkanek miękkich ich szyj od spotykanej u innych zwierząt. Jednym z modeli zauropodów w tym badaniu był właśnie diplodok. Pokazano, że trzymał swą szyję pod kątem około 45° z głową skierowaną w dół w postawie spoczynkowej.
Podobnie jak w przypadku blisko spokrewnionego barozaura, niezwykle długa szyja diplodoka wywołała wśród specjalistów wiele kontrowersji. Przeprowadzone w 1992 na Columbia University badanie struktury szyi Diplodocidae wykazało, że najdłuższe szyje wymagały obecności serca ważącego 1,6 tony, czyli dziesiątej części masy całego zwierzęcia. Zaproponowano w nim hipotezę, że zwierzęta te posiadały szczątkowe pomocnicze serca szyjne, których jedyną rolą byłoby przepompowywać krew w górę, do następnego serca.

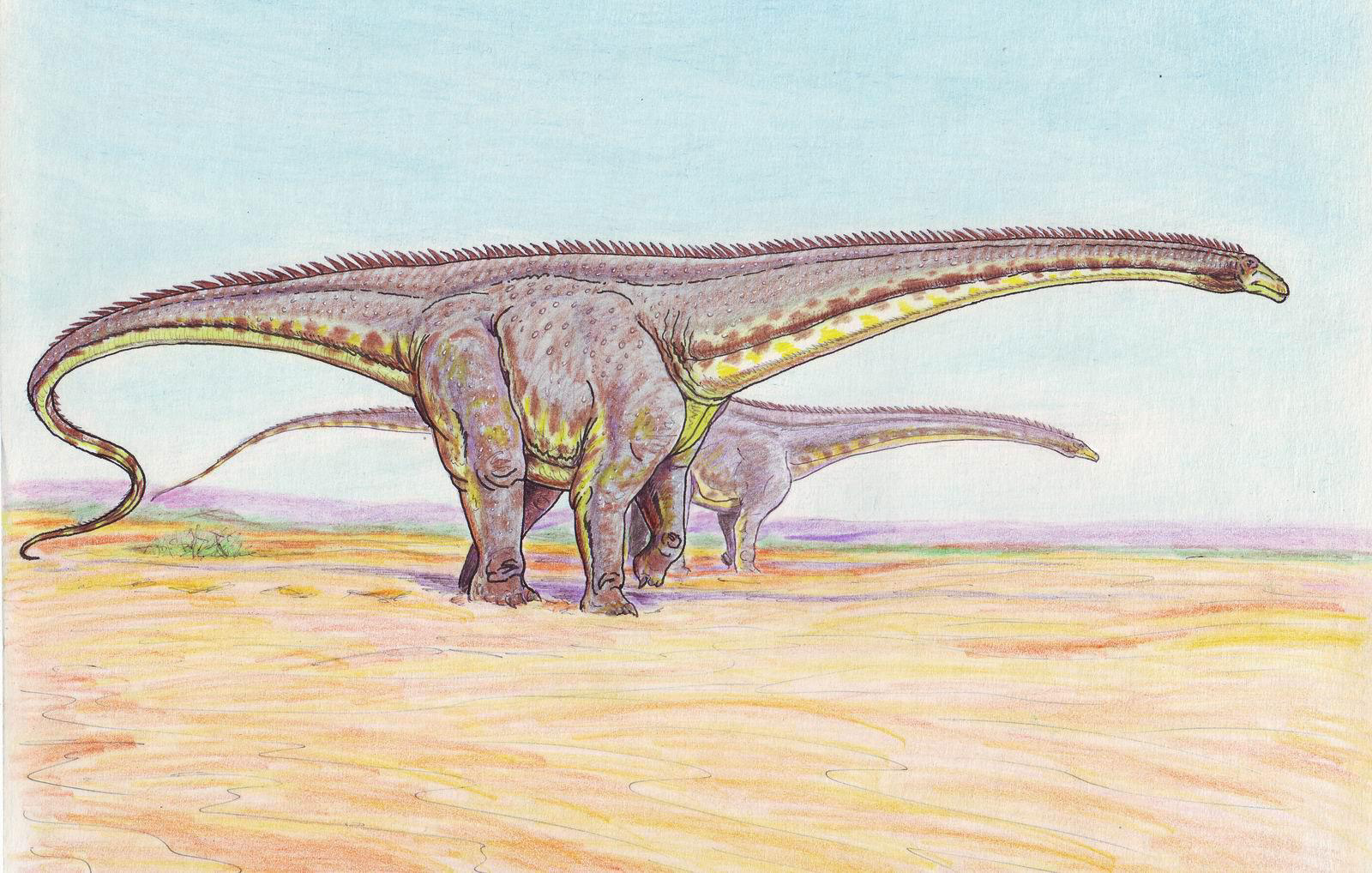
Przedstawienie dwóch D. longus z ustawionymi poziomo szyjami, giętkimi biczowatymi ogonami, keratynowymi kolcami i nozdrzami ulokowanymi nisko na pyskach

Podczas gdy długą szyję uważano tradycyjne za przystosowanie służące pożywianiu się, badanie z 2006 sugeruje, że przerośnięta szyja diplodoka i jego krewnych stanowiła wytwór doboru płciowego, benefity pokarmowe miały odgrywać tylko rolę drugorzędną.

### Pożywienie
Diplodocus cechował się zębami niezwykłymi jak na zauropoda. Korony są długie i wysmukłe, w przekroju mają kształt eliptyczny. Wierzchołek natomiast jest tępy, trójkątny. Najwydatniejsza fasetka zębowa leży na szczycie. Nie przypomina to wzorów spotykanych u wszystkich innych zauropodów, ale ślady zużycia leżą dzięki temu po policzkowych stronach zębów górnych i dolnych. Oznacza to, że diplodok i inne Diplodocidae wykształciły całkowicie odmienny mechanizm pożywiania się, niż inne zauropody. Jednostronne obrywanie gałązek wydaje się najbardziej prawdopodobnym sposobem żerowania diplodoka i wyjaśnia nietypowy wzór obecny na zębach wynikły z ich ścierania się w kontakcie z pokarmem. Przy takim sposobie pobierania pokarmu jeden rząd zębów mógł służyć do zrywania ulistnienia z gałęzi, podczas gdy inny zapewniał pomoc i stabilizację. Dzięki wydłużeniu obszaru przedoczodołowego czaszki, leżącego naprzeciw oczu zwierzęcia, mogło ono skubać dłuższe części gałęzi za pomocą pojedynczego ruchu. Również ruch żuchwy w tył mógł spełniać dwie ważne role w żerowaniu: zwiększał rozwarcie i pozwalał na niewielkie dopasowanie względnych pozycji rzędów zębów. Umożliwiało to równe obgryzanie.
W związku z giętką zarówno w kierunku bocznym, jak i grzbietowo-brzusznym szyją i możliwością użycia swego ogona i podniesienia się na tylne łapy (postawa trójnogu) Diplodocus mógł paść się na wielu poziomach, zarówno nisko, jak i wysoko. Sięgał 10 m powyżej gruntu. Zasięg ruchów szyi pozwalał także jego głowie skubać pokarm poniżej poziomu ciała. Przywiodło to pewnych naukowców do spekulacji, czy diplodok pasł się na roślinach podwodnych z brzegów rzek. Tę koncepcję wspierają względne długości przednich i tylnych łap. Co więcej, kołkowate zęby mogły służyć spożywaniu miękkiej roślinności wodnej.
W 2010 Whitlock et al. opisali czaszkę młodocianego osobnika diplodoka (CM 11255), różniącą się znacznie od czaszek dorosłych zwierząt tego samego rodzaju. Jego pysk nie kończył się tępo, a zęby nie były ograniczone do przodu pyska. Różnice wskazują, że osobniki dorosłe i młodociane żywiły się odmiennie. Takie różnice ekologicznie pomiędzy osobnikami dorosłymi i młodocianymi nie były wcześniej obserwowane u zauropodomorfów.

### Inne aspekty anatomiczne

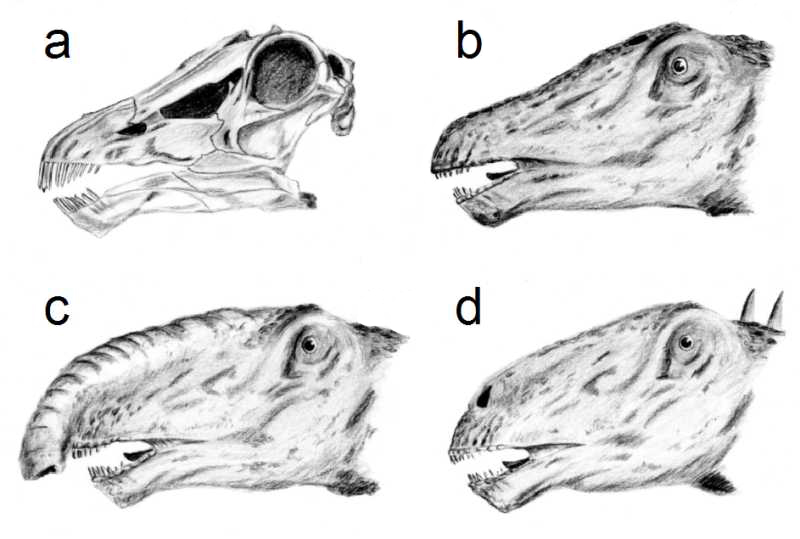
a) czaszka b) klasyczna rekonstrukcja głowy z nozdrzami na szczycie c) przypuszczalna trąba d) współczesne przedstawienie z nozdrzami nisko na pysku i możliwą komorą rezonansową

Głowę diplodoka przedstawiano szeroko z nozdrzami wysoko na szczycie, kierując się umiejscowieniem nozdrzy zewnętrznych w tym miejscu. Spekulowano także, czy taki układ nie oznacza, że Diplodocus mógł mieć trąbę. Badanie z 2006 pokazało brak paleoneuroanatomicznych dowodów na istnienie trąby. Zauważono, że nerw twarzowy (V) u zwierząt dysponujących trąbą, jak choćby słoniowate, jest duży, gdyż ją unerwia. Istnieją natomiast dowody na to, że nerw ten był u diplodoka niewielki. Badania autorstwa Lawrence’a Witmera z 2001 wykazały to, że podczas gdy kostny otwór nosowy leży wysoko w górnej części czaszki, właściwe, mięsiste nozdrza były usytuowane niżej na pysku. W 2021 opisani skamieniałe kawałki skóry związanym z diplodokiem.
Obecne odkrycia zasugerowały, że diplodok i inne diplodoki mogły mieć wąskie, zaostrzone keratynowe kolce na grzbiecie, przypominające spotykane u legwana. To radykalnie odmienne spojrzenie włączono do obecnych rekonstrukcji, także w serialu popularnonaukowym Wędrówki z Dinozaurami. Nie wiadomo, jak wiele Diplodocidae dzieliło tę cechę, a także, czy występowała ona też u innych zauropodów.

### Wzrost i rozmnażanie
Nie ma żadnych dowodów na zachowania rozrodcze diplodoka. Inne zauropody, jak tytanozaur saltazaur, zostały powiązane z miejscami rozrodu. Tereny gniazdowania tytanozaurów wskazują, że zwierzęta te mogły składać jaja wspólnie w wielu płytkich dołach pokrywanych roślinnością. Możliwe, że diplodok zachowywał się podobnie. W serialu paradokumentalnym „Wędrówki z dinozaurami” pokazano samicę diplodoka składającą jaja za pomocą pokładełka, co było czystą spekulacją autorów serialu.
Opierając się na licznych badaniach histologicznych, ocenia się, że diplodok, jak i inne zauropody, miał niezwykle szybkie tempo wzrostu. Osiągał dojrzałość płciową w ponad dekadę i kontynuował swój wzrost przez całe życie. Wcześniej sądzono, że zauropody wzrastały wolno przez całe życie, dojrzewając po długich dziesięcioleciach.

### Aktywność
Porównania pierścieni sklerotycznych oczu diplodoka i ptaków sugerują, że był aktywny w ciągu dnia w krótkich przedziałach czasowych.

## Systematyka
Diplodocus stanowi typowy rodzaj w rodzinie diplodoków, która czerpie od niego swą nazwę. Jej członkowie, ciągle masywni, cechują się jednak znacznie smuklejszą budową, niż inne zauropody, jak tytanozaury czy brachiozaury. Wszystkie Diplodocidae mają długie szyje i ogony, przyjmują pozę horyzontalną z kończynami przednimi krótszymi od tylnych. Diplodoki rozkwitły podczas jury późnej w Ameryce Północnej i prawdopodobnie też Afryce.
Podrodzinę Diplodocinae wyróżniono, by objąć diplodoka i jego najbliższych krewnych, jak barozaur. Bardziej dalekim krewnym jest współczesny apatozaur, zaliczany do Diplodocidae, ale już nie do Diplodocinae, umieszcza się go w podrodzinie apatozaurów Apatosaurinae. Portugalski dinheirozaur i afrykańska tornieria także uważane są przez pewnych autorów za bliskich krewnych dipldoka.
Nadrodzina diplodokokształtnych (Diplodocoidea) obejmuje diplodoki, dikreozaury, rebbachizaury i suwaseę, a wedle innych opinii także amficeliasa i być może haplokantozaura lub nemegtozaury. Klad ten stanowi grupę siostrzaną dla Macronaria, obejmujących tytanozaury, brachiozaury i kamarazaury.
Poniższy kladogram bazuje na analizie filogenetycznej przeprowadzonej przez Whitlocka w 2011, ukazuje pokrewieństwa pomiędzy diplodokiem i innymi rodzajami jego rodziny.
|  | †Dinheirosaurus                                             |
|  |                                                             |
|  | †Tornieria                                                  |
|  |                                                             |
|  | \| \| †Barosaurus \| \| \| \| \| \| †Diplodocus \| \| \| \| |
|  |                                                             |
|  | †Barosaurus                                                 |
|  |                                                             |
|  | †Diplodocus                                                 |
|  |                                                             |

|  | †Barosaurus |
|  |             |
|  | †Diplodocus |
|  |             |

|  | †Dinheirosaurus                                             |
|  |                                                             |
|  | †Tornieria                                                  |
|  |                                                             |
|  | \| \| †Barosaurus \| \| \| \| \| \| †Diplodocus \| \| \| \| |
|  |                                                             |
|  | †Barosaurus                                                 |
|  |                                                             |
|  | †Diplodocus                                                 |
|  |                                                             |

|  | †Barosaurus |
|  |             |
|  | †Diplodocus |
|  |             |

|  | †Dinheirosaurus                                             |
|  |                                                             |
|  | †Tornieria                                                  |
|  |                                                             |
|  | \| \| †Barosaurus \| \| \| \| \| \| †Diplodocus \| \| \| \| |
|  |                                                             |
|  | †Barosaurus                                                 |
|  |                                                             |
|  | †Diplodocus                                                 |
|  |                                                             |

|  | †Barosaurus |
|  |             |
|  | †Diplodocus |
|  |             |

|  | †Dinheirosaurus                                             |
|  |                                                             |
|  | †Tornieria                                                  |
|  |                                                             |
|  | \| \| †Barosaurus \| \| \| \| \| \| †Diplodocus \| \| \| \| |
|  |                                                             |
|  | †Barosaurus                                                 |
|  |                                                             |
|  | †Diplodocus                                                 |
|  |                                                             |

|  | †Barosaurus |
|  |             |
|  | †Diplodocus |
|  |             |

## W kulturze

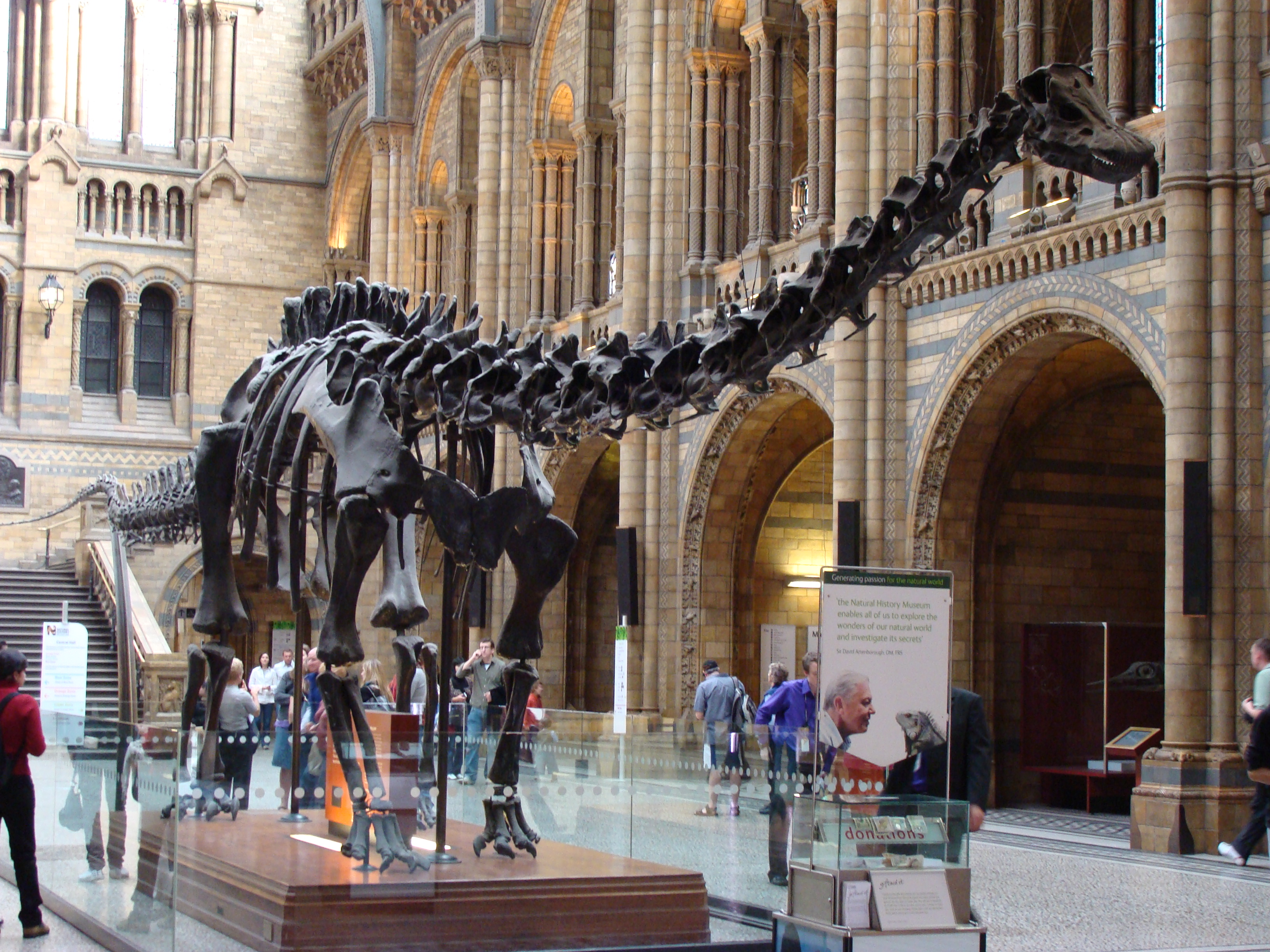
„Dippy”, pierwsza replika D. carnegii w British Museum of Natural History

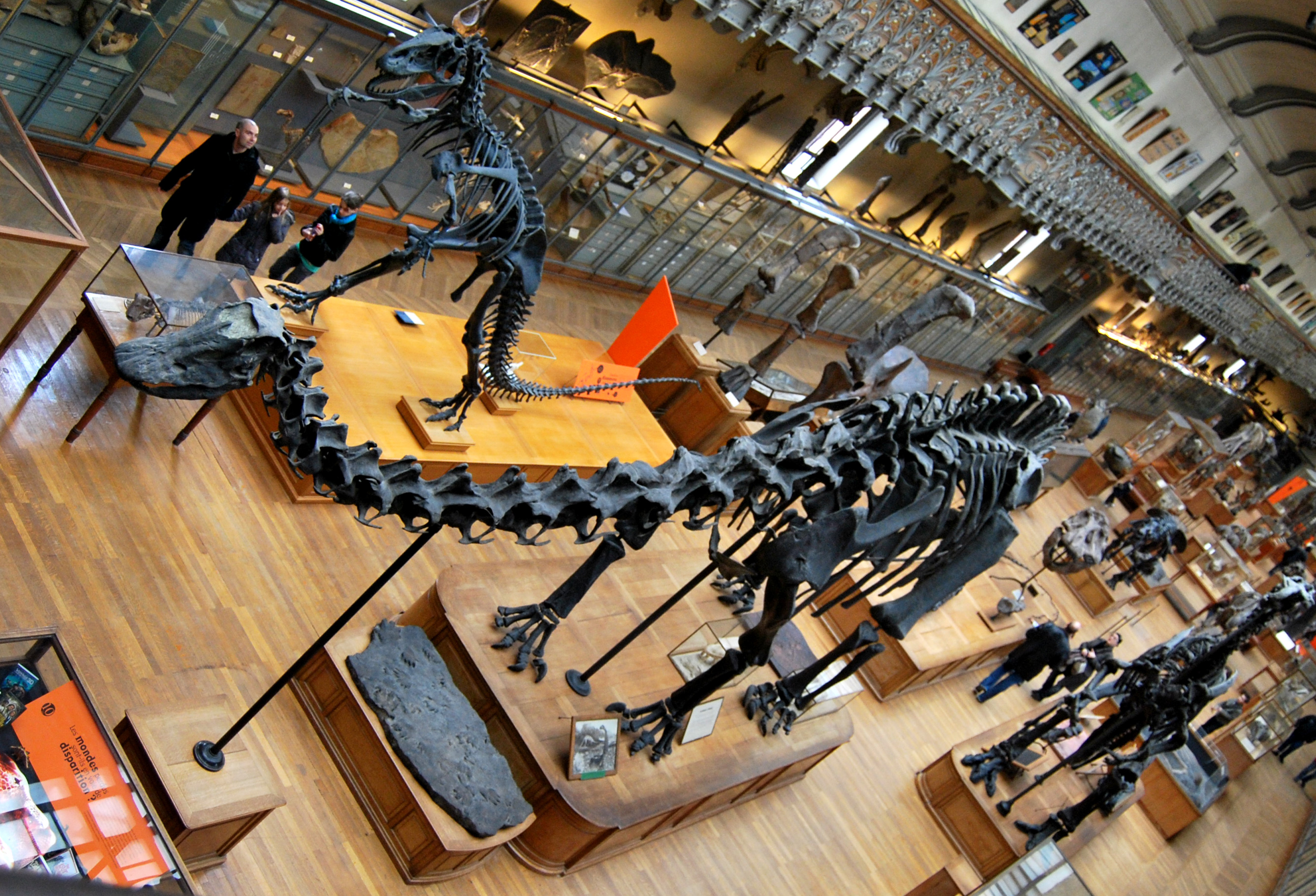
Holenderska replika D. carnegii w Paris Musée d’histoire naturelle

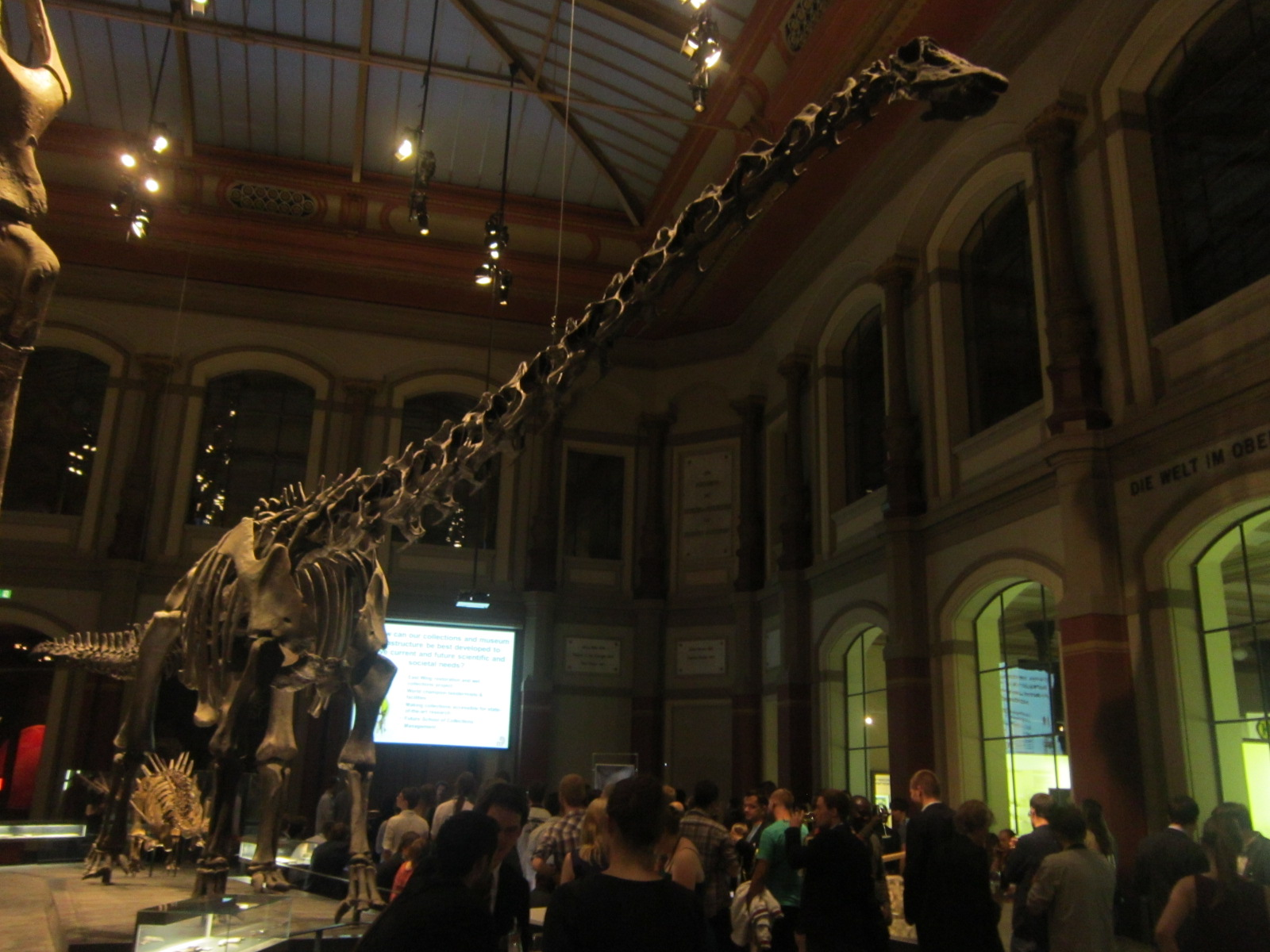
Szkielet z Museum für Naturkunde w Berlinie (replika pokazywana od maja 1908)

Diplodocus stał się sławnym i często przestawianym dinozaurem, gdyż wystawiano go w większej liczbie miejsc, niż jakiegokolwiek innego zauropoda. Zwierzę zawdzięcza to prawdopodobnie dobrej jakości pozostałości szkieletów i dawniejszemu statusowi najdłuższego z dinozaurów. Jednak darowanie wielu odlewów zmontowanych szkeletów przez przemysłowca Andrew Carnegie’ego potentatom na całym swiecie na początku XX wieku zrobiło dużo dla zaznajomienia się z nim ludzi na świecie. Odlewy diplodoczych szkieletów są wciąż wystawiane w wielu muzeach w różnych miejscach na Ziemi, w tym niezwykły D. hayi w Houston Museum of Natural Science i D. carnegii w licznych instytucjach.
Dary Carnegiego przysłużyły się następującym instytucjom:
- Carnegie Museum of Natural History w Pittsburghu (oryginalny, wystawiany od 1907)
- Muzeum Historii Naturalnej w Londynie (replika, wystawiana on 12 May 1905)
- Museum für Naturkunde w Berlinie (replika, wystawiana od maja 1908)
- Muséum national d’histoire naturelle w Paryżu (replika, wystawiana on 15 June 1908)
- Natural History Museum w Wiedniu (replika, wystawiana od 1909)
- Museo Paleontologico e Geologico G. Capellini w Bolonii (replika, wystawiana w 1909). Odlewy czaszki znajdują się w Mediolanie i Neapolu.
- Muzeum Zoologiczne Rosyjskiej Akademii Nauk w Petersburgu (replika, wystawiana od 1910)
- Museo de La Plata w La Placie w okolicy Buenos Aires (replika, wystawiana od 1912)
- Museo Nacional de Ciencias Naturales w Madrycie (replika, wystawiana od listopada 1913)[63]
- Museo de Paleontología w Meksyku (replika, wystawiana od 1930)
- Paläontologisches Museum München w Monachium (replika, dana w 1932 i cały czas niezmontowana)

To przedsięwzięcie wraz ze związkami z nauką, filantropią i kapitalizmem, przyciągnęło znacznie uwagę opinii publicznej w Europie. Niemiecki tygodnik satyryczny „Kladderadatsch” poświęcił zwierzęciu wiersz, w którym wspomina także prezenty Carnegiego. „Le diplodocus” stało się nazwą generyczną zauropodów w języku francuskim, tak jak „brontozaur”.
D. longus wystawiany jest w Senckenberg Museum we Frankfurcie. Szkielet zbudowano z pozostałości kilku osobników, darowanych w 1907 przez Amerykańskie Muzeum Historii Naturalnej. Zmontowany i bardziej kompletny szkielet D. longus znajduje się Muzeum Historii Naturalnej w Waszyngtonie. Natomiast zmontowany szkielet D. hallorum (wcześniej Seismosaurus, być może synonim D. longus), spotkać można w New Mexico Museum of Natural History and Science.
W literaturze James A. Michener poświęcił diplodokowi rozdział w swojej książce Centennial. Opisuje w nim życie i śmierć jednego osobnika. Zwierzę pojawiało się często w filmach o dinozaurach, zarówno opartych na faktach, jak i fikcyjnych. Przedstawia je drugi odcinek nagradzanego serialu telewizyjnego BBC Wędrówki z dinoazurami o tytule Czas tytanów. Opowiada on o życiu diplodoka 152 miliony lat temu. Młody diplodok jest tytułowym bohaterem polsko-czesko-słowackiego filmu animowanego Smok Diplodok w reżyserii Wojciecha Wawszczyka (2024).